# Манастир Светог Василија Острошког (Рожањ)
Манастир Рожањ припада Епархији шабачкој Српске православне цркве. Манастир је посвећен Светом Василију Острошком и метох је манастира Соко.

## Историја
Налази се на пространој висоравни, испод врха Рожањ (973 м.н.в.), на месту где је првобитно постојала дрвена црква, подигнута половином 20. века. Храм је обновљен крајем 20. века, да би благословом владике шабачког Лаврентија, 2010. године добио статус манастира.

## Галерија
- Поглед са Рожња
- Моба у манастиру
- Моба у манастиру